# Jakobsbergsskolan
Jakobsbergsskolan Kristinehamn, (tidigare Flickskolan Kristinehamn), är en skola belägen på Prästgatan 38 i centrala Kristinehamn. Skolan är Kristinehamns äldsta fortsatt verksamma grundskola.
Byggnaden donerades till staden år 1904 av brukspatron A.J. Juhlin på Niklasdamm med syfte att bli flickskola. Skolan invigdes efter ombyggnad år 1905, då som Flickskolan Kristinehamn.
Vid dess invigning var skolan försedd med vackra snickerier, som snickarglädjeentréer, spiror på takets nockar, parkträdgård med ekar, kastanjeträd och allé mot gatan och järnvägen. I skolans västerläge flyter floden Varnan fram skyddad av naturskog vid dess strandbrinkar. Arkitekturen i skolans byggnader går igen i omkringliggande kvarter med detaljer såsom takkupor, specialdesignade vindskivor, som i staden endast finns i detta område.